# Mikayil Mirza
Mikayil Shahveled oglu Mirzayev (en azerí: Mikayıl Şahvələd oğlu Mirzəyev; Raión de Aghsu, 1 de enero de 1947 - Bakú, 3 de junio de 2006) fue un actor de teatro y de cine, y guionista de Azerbaiyán.

## Biografía
Mikayil Mirza nació el 1 de enero de 1947 en el raión de Aghsu. En 1969 se graduó en la Facultad de Drama y Interpretación Cinematográfica de la Universidad Estatal de Cultura y Arte de Azerbaiyán. De 1976 a 2000 trabajó intermitentemente en el Teatro Académico Estatal de Drama de Azerbaiyán.
Mikayil Mirza fue elegido diputado de la Asamblea Nacional de la República de Azerbaiyán durante dos períodos, entre 1995 y 2005. Entre 1992 y 1995 también trabajó como director de la Escuela Técnica Superior de Educación y Cultura de Bakú.
Mikayil Mirza falleció el 3 de junio de 2006 en Bakú y  fue enterrado en el Segundo Callejón de Honor.

## Premios y títulos
- Artista de Honor de la RSS de Azerbaiyán (1987)
- Artista del pueblo de la República de Azerbaiyán (1991)